# Словак, Алоиз
Алоиз Доминик Словак (1 августа 1859, Босковице — 23 марта 1930, Брно) — моравский католический священник, иезуит, профессор гимназии, патриотический проповедник, деятель национального возрождения, автор ряда исторических сочинений на наполеоновскую тему, инициатор строительства Кургана Мира близ деревни Праце и председатель комитета по его строительству.

## Учёба
Алоиз Словак родился у Эдуарда и Марии Словаковых в Босковицах 1 августа 1859 года. Он был первенцем, за которым последовало ещё 7 братьев. Детство провел в Босковицах, где пять лет посещал муниципальную школу. В 1870 году он навсегда уехал в Брно, чтобы учиться в Славянской гимназии . 5 июля 1878 года он сдал здесь экзамен на аттестат зрелости и начал изучать богословие в теологическом институте в Брно. Во время учебы он прошел курс обучения глухонемых.

## Учитель, священник и трибун города Брно
Был рукоположен в священники 10 сентября 1882 года и работал в приходской церкви в Иванчицах до 22 июня 1883 года, откуда был переведен в кафедральный собор Святых Петра и Павла на Петрове.
Его педагогическая деятельность началась в 1885 году, когда в возрасте двадцати шести лет он поступил катехизатором в первую муниципальную народную школу с чешским языком обучения в На Йозефове (нынешняя улица Траубова, д. 1917). В качестве заместителя он служил в Первой немецкой гимназии на улице Янской, 22, а 21 февраля 1887 года получил должность учителя римско-католической религии. В том же году он стал префектом, а через два года регентом мужской епископской семинарии на Вевержи, 15, но его церковная карьера закончилась в 1896 году, когда он отказался от должности администратора духовного пансиона. 1 октября 1888 года он поступил на службу в Первое Чешское государственное реальное училище в Брно на улице Крженова (с 1903 года на Антонинской 3), где проработал 35 лет до 8 ноября 1923 года.
Во время своей службы в чешском реальном училище Словак произносил — до 1919 года — воскресные проповеди в иезуитской церкви Успения Девы Марии на улице Иезуитской, которые стали известны своим возрожденческим, национально выраженным содержанием. В более поздний период он консультировался по поводу своих проповедей с филологом Ярославом Грегором. Словак подвергался критике со стороны церковных властей на Петрове за свои идеалистические взгляды, за то, что он защищает гуситизм и протестантизм и, наоборот, критикует клерикализм.
В 1885 году Словак опубликовал «Сборник речей о св. Николае, у рождественской елки и по разным поводам», а в 1888 году совместно с Иоганном Кментом молитвенник с песенником «Ora et canta: Gebet- und Gesangbuch, sächte für die katholische Schuljugend». Он также был корреспондентом католического журнала Hlídka.

## Историк и инициатор Кургана Мира
В своих проповедях Алоиз Словак часто использовал знания из чешской истории. С близлежащим полем битвы при Аустерлице (чеш. Славкове) 2 декабря 1805 года связан его повышенный интерес к наполеоновским войнам и этому сражению. Он начал изучать военную историю после того, как в 1896 году был освобожден от должности администратора епископской семинарии для мальчиков. Уже в следующем году он опубликовал работу, названную просто «Битва у Славкова», а ещё через год книгу с таким же названием, но значительно расширенную и переработанную, которая вызвала настолько большой интерес, что в том же году была переведена на немецкий язык, а на французском языке была издана в Париже в 1908 году . Словак путешествовал по европейским полям сражений 1757, 1805, 1809, 1848, 1859 и 1866 годов, и опубликовал результаты своих исследований в 1900-1913 годах в брненском журнале «Глас», кроме того, организовал ряд лекций и студенческих экскурсий на поля сражений под Славковом. В 1922 году он опубликовал свою наиболее полную книгу «На поле битвы у Славкова», переведенную на французский язык в 1923 году и на немецкий язык в 1924 году . В 1937 году на немецком языке вышла его книга Das Schlaftfeld von Slavkov . В тени этой тематической серии несколько исчезла его монография о доме «У голубого льва» в Старе Брно, изданная в 1899 году.

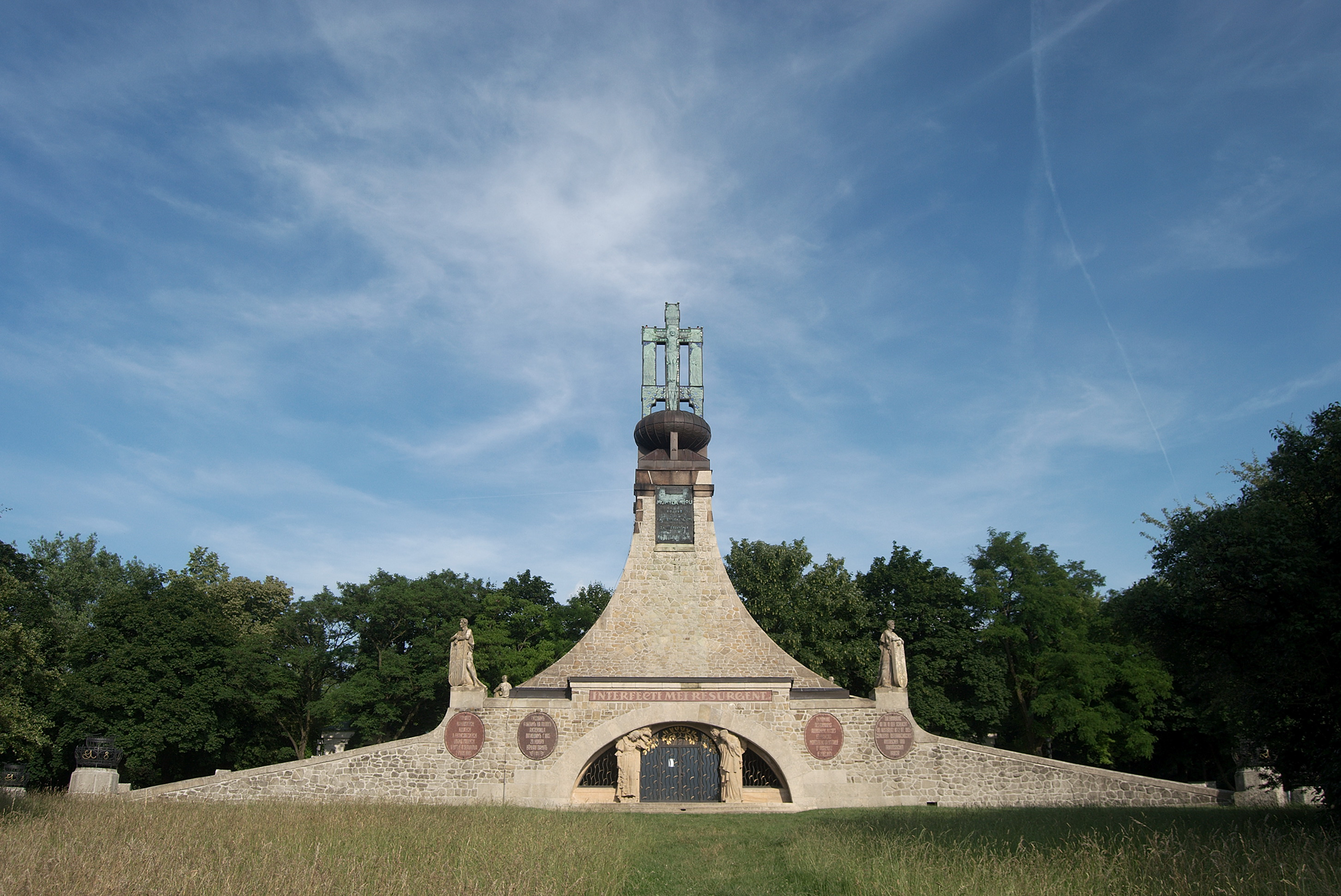
Курган мира в 2011 году

По инициативе Алоиза Словака в ноябре 1899 г. в трактире «На Беднарне» в Сокольницах был образован комитет, целью которого было создание мемориала мира на поле Славковской битвы. В марте 1901 года Словак впервые публично выступил в качестве председателя комитета с целью сбора денег на строительство памятника и лично вёл все переговоры с представителями правительств Франции, Австрии и России. Мемориал был построен между 1909 и 1912 годами, по проекту архитектора Йозефа Фанты, под названием Курган Мира, затем последовали сложные переговоры, вызванные намерением Словака освятить часовню мемориала как католическим, так и православным обрядами. В дело вмешалась Первая мировая война, и в 1917 году Словаку даже пришлось защищать памятник от попыток австрийских чиновников конфисковать для военных нужд 4,5-тонный крест, венчающий обелиск. После дальнейших перипетий памятник был наконец открыт для публики только в 1923 году, а Алоиз Словак получил почетную должность председателя «Комиссии Кургана» Земского международного союза, с которым слился комитет, и который взял на себя заботу о памятнике. Он также получил почетное гражданство муниципалитета Праце.

## Конец жизни и наследие Словака

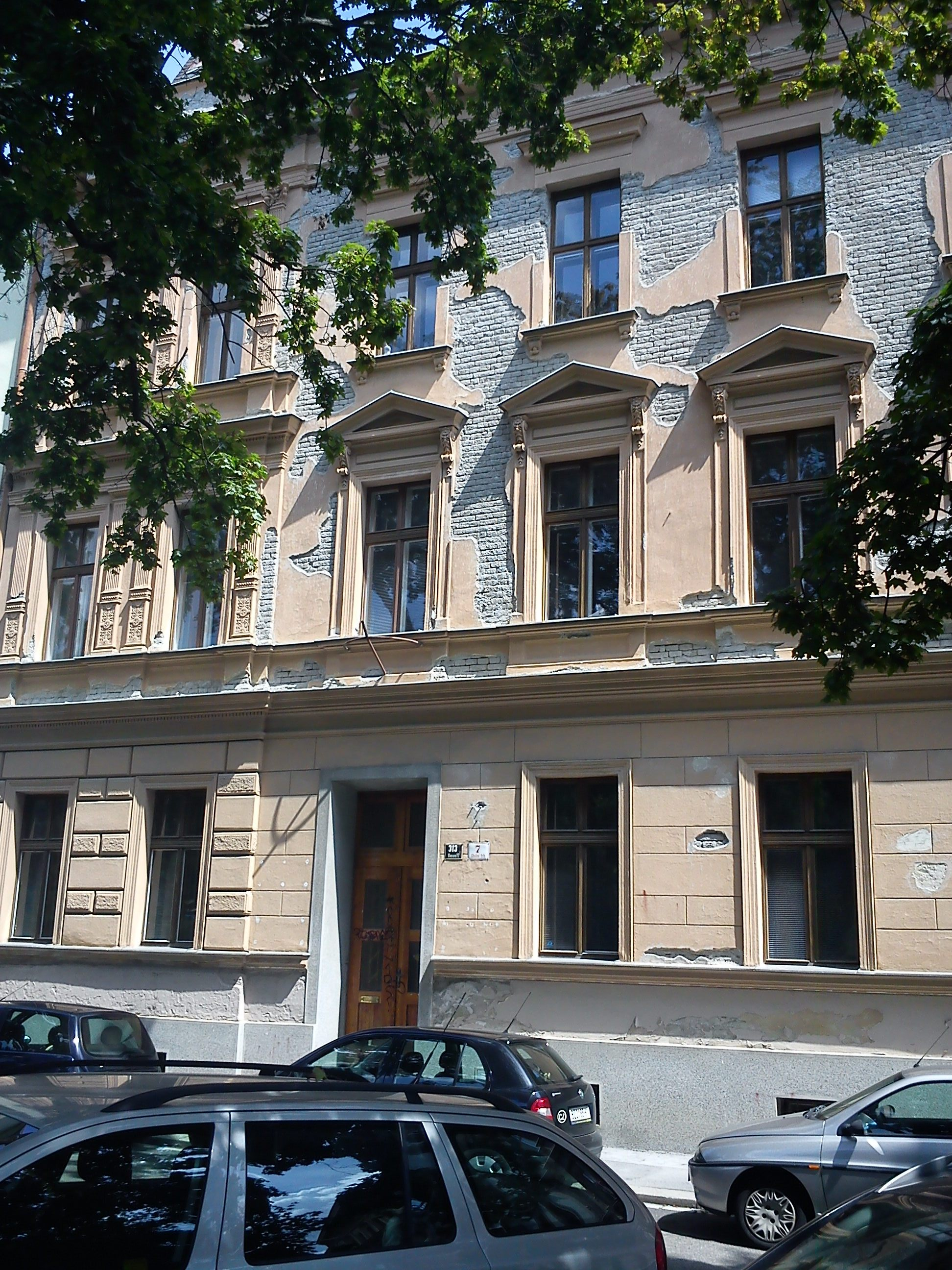
Дом № 7 на Обильной площади в Брно, где жил Алоиз Словак.

Алоиз Словак жил в Брно по адресу Обильни-трх, 7 (чеш. Obilní trh). Он регулярно бывал в санатории в Моравце, недалеко от замка Пернштейн, и часто ездил в деревни у Славковского поля битвы. С 1919 года стали проявляться проблемы со здоровьем, из-за которых он прекратил читать свои воскресные проповеди. В 1923 году он завершил свою преподавательскую деятельность, а через шесть лет и членство в комиссии Кургана Земского международного союза. В августе 1929 г. он ездил лечить больное сердце на курорт в Теплице-над-Бечвою, а 23 марта 1930 г. скончался в больнице Милосердных братьев в Брно. Гроб выставили в иезуитской церкви, отпевание прошло 27 марта в приходской церкви Святого Якуба в Брно, Словак был похоронен в родовой могиле в Босковицах.
По предложению административного директора муниципалитета Брно А. В. Кожишека город назвал в честь Словака сады на Обильной площади (впоследствии переименованы). Улицы в Босковицах, Славкове и Брно в настоящее время носят его имя. Прежней памятной доски на доме № 6 по улице Бетховенова в Брно больше нет, как и памятной доски на доме № 7 на Обильной площади. Могила Словака в Босковицах была восстановлена в 1990-х годах .
Художник и академический скульптор Йозеф Аксманн создал бронзовый бюст, который был торжественно открыт 28 сентября 1935 года перед входом на Курган Мира. Однако, здесь он простоял лишь до начала оккупации, во время которой нацисты использовали его как мишень для стрельбы из пистолета, поэтому семья Штепанковых спрятала бюст в подвале. Сейчас он установлен в часовне Кургана мира. Первоначальный гранитный постамент был после войны использован как памятник советским воинам, павшим при освобождении посёлка Праце. Помимо бюста, посмертная маска Словака в настоящее время находится в музее возле Кургана Мира.

## Награды
Почетное гражданство муниципалитета Праце
Почетное членство Ассоциации иностранцев в Брно